# Miyazaki Jumma
Miyazaki Jumma (sinh ngày 10 tháng 4 năm 2000) là một cầu thủ bóng đá người Nhật Bản.

## Sự nghiệp câu lạc bộ
Miyazaki Jumma hiện đang chơi cho Ventforet Kofu.